# Emanuel Schikaneder
Johann Joseph Schickeneder, más conocido como Emanuel Schikaneder (Straubing, Alemania, 1 de septiembre de 1751 - Viena, 21 de septiembre de 1812), fue un actor, cantante, poeta y director de teatro alemán. Es célebre por haber escrito el libreto de La flauta mágica con música de Mozart.

## Vida
Desde 1773 Schikaneder era miembro de un grupo teatral itinerante, del que posteriormente sería también director. En 1780, a raíz de uno de sus viajes iría a parar a Salzburgo, donde haría amistad con Leopoldo Mozart, y por medio de él con Wolfgang Amadeus Mozart. En 1777 había contraído matrimonio con Maria Magdalena Arth  (nombre de casada Eleonore Schikaneder).
Ya en 1785 se sabe de su presencia en Viena donde trabajaba en el Teatro de la Puerta de Carintia (Kärntnertortheater), así como en lo que era el teatro de la ciudad (Burgtheater). La prohibición por parte de José II de construir un nuevo teatro fuera de la ciudad, le hizo irse a Ratisbona, ciudad que abandonaría en 1789 para regresar a Viena, donde inauguró un nuevo teatro (Theater auf der Wieden) con el estreno de su obra El tonto Anton en las montañas (Der dumme Anton im Gebirge). Es en este mismo teatro donde el 30 de septiembre de 1791 se estrenó su mayor éxito comercial, La flauta mágica, con música de Mozart y libreto del propio Schikaneder, que también hacía de Papageno, una típica figura cómica del teatro tradicional popular vienés.

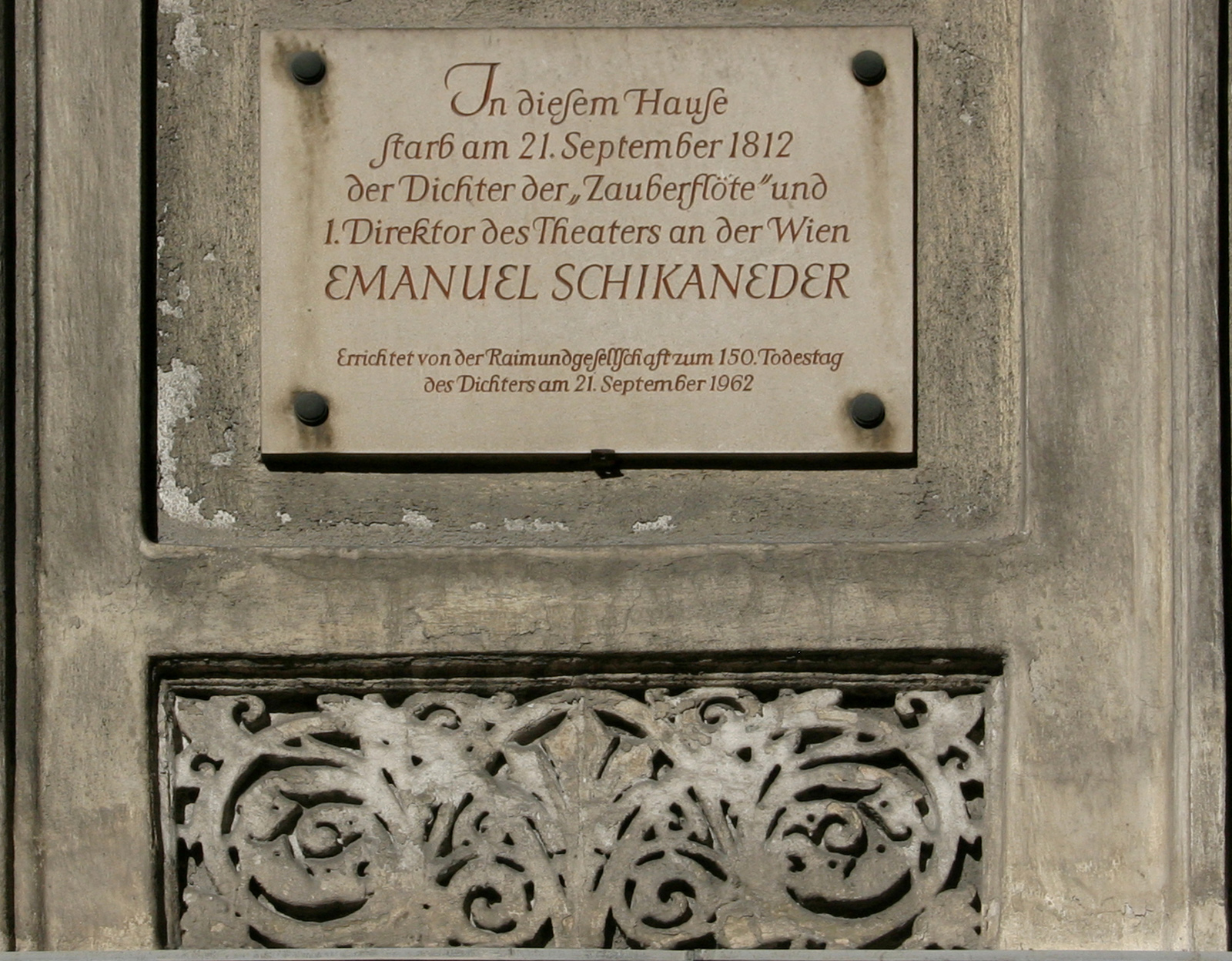
Placa conmemorativa en Viena, Schlösselgasse 7, donde murió Schikaneder

Los éxitos le reportaron tantas ganancias que con ayuda de un comerciante hace construir un nuevo edificio teatral (Theater an der Wien, todavía existente hoy en día), cuya apertura se realizó el 13 de junio de 1801 con otra obra de Schikaneder: su ópera Alejandro (Alexander) con música de Franz Teyber. Sus representaciones se caracterizaban por gran riqueza de decoraciones y efectos, si bien este teatro también ofreció un programa de mayor calidad artística con los estrenos de la 5.ª sinfonía de Beethoven o Rosamunde de Schubert. 
Schikaneder dirigiría hasta 1804 este teatro, pues posteriormente marcharía a Brno y posteriormente a Steyr. La inflación galopante de las guerras napoleónicas le llevaría a perder toda su fortuna. Moría en 1812 en Viena con claras muestras de demencia senil.

## Obras
Escribió 64 obras de teatro, y 44 libretos, entre ellos una segunda parte de La flauta mágica.